# Evan Noel
Evan Baillie Noel (Stanmore, 23 januari 1879 - Kensington, 22 december 1928) was een sporter uit Verenigd Koninkrijk.
Noel nam tijdens de Olympische Zomerspelen 1908 in eigen land deel aan twee sporten: Rackets, een indoor racketsport, en aan Jeu de paume.
Bij het Rackets haalde Noel de finale; deze finale won hij zonder te spelen door opgave van zijn tegenstander. In het dubbelspel werd Noel uitgeschakeld in de halve finale en ontving hij de bronzen medaille. 
In het Jeu de paumetoernooi werd Noel uitgeschakeld in de kwartfinale.
Noel was tot aan zijn dood gedurende veertien jaar secretaris van de Queen's Club.

## Erelijst
- 1908 –  Olympische Spelen in Londen Rackets individueel
- 1908 –  Olympische Spelen in Londen Rackets dubbel
- 1908 – 5e Olympische Spelen in Londen Jeu de paume individueel

- International Standard Name Identifier: 0000 0000 4983 4496
- Library of Congress Control Number: nr95021721
- Virtual International Authority File: 66358764
- WorldCat: E39PBJxWYww8F7X36crt44QXh3